# 기무라 고키치
기무라 고키치(1961년 7월 12일 ~ )는 일본의 전 축구 선수이자 현 축구 지도자로 현역 시절 요코하마 F. 마리노스에서 공격수로 활약했다.

## 대회 성적

### 클럽 (선수)
요코하마 F. 마리노스
- 일본 사커 리그 : 우승 (1988-89 디비전 1, 1989-90 디비전 1), 준우승 (1990-91 디비전 1)
- JSL컵 : 우승 (1988, 1989, 1990), 준우승 (1985, 1986)
- 천황배 : 우승 (1985, 1988, 1989), 준우승 (1990)
- AFC 챔피언스리그 엘리트 : 준우승 (1989-90)

### 클럽 (지도자)
요코하마 F. 마리노스 (수석 코치)
- J1리그 : 우승 (1995), 3위 (1997), 4위 (1993)
- J리그컵 : 4강 (1994)
- 천황배 : 4강 (1994)

요코하마 F. 마리노스
- J리그컵 : 4강 (2009)
- 천황배 : 4강 (2008)

 FC 찬타불리
- 라오 리그 2 : 준우승 (2023)
- 라오 FF컵 : 준우승 (2023)